# Copa Conmebol 1996
Die Copa Conmebol 1996 war die 5. Ausspielung des südamerikanischen Vereinsfußballwettbewerbs, der mit dem europäischen UEFA-Cup vergleichbar war. Es nahmen wie gehabt 16 Mannschaften teil. Der argentinische Vertreter CA Lanús gewann das Finale gegen Independiente Santa Fe aus.
Torschützenkönig wurde der Argentinier Óscar Mena von CA Lanús mit fünf Treffern.

## 1. Runde
Die Spiele fanden vom 10. September bis 2. Oktober 1996 statt.
|                      | Gesamt          |                           | Hinspiel | Rückspiel |
| -------------------- | --------------- | ------------------------- | -------- | --------- |
| CA Bragantino        | 5:4             | Palmeiras São Paulo       | 5:1      | 0:3       |
| Deportes Tolima      | 1:4             | CR Vasco da Gama          | 1:0      | 0:4       |
| Deportivo Táchira FC | 2:5             | Independiente Santa Fe    | 2:2      | 0:3       |
| Alianza Lima         | 3:3 (3:4 i. E.) | Club Sport Emelec         | 2:1      | 1:2       |
| Guarani FC           | 5:3             | Fluminense Rio de Janeiro | 3:1      | 2:2       |
| Club Bolívar         | 2:4             | CA Lanús                  | 1:0      | 1:4       |
| CD Cobreloa          | 4:6             | Rosario Central           | 3:2      | 1:4       |
| Club Porongos        | 2:8             | River Plate               | 2:2      | 0:6       |

## Viertelfinale
Die Spiele fanden vom 7. bis 24. Oktober 1996 statt.
|                        | Gesamt |                  | Hinspiel | Rückspiel |
| ---------------------- | ------ | ---------------- | -------- | --------- |
| Rosario Central        | 4:0    | River Plate      | 4:0      | 0:0       |
| Guarani FC             | 2:8    | CA Lanús         | 0:2      | 2:6       |
| Club Sport Emelec      | 1:2    | CR Vasco da Gama | 0:2      | 1:0       |
| Independiente Santa Fe | 1:0    | CA Bragantino    | 1:0      | 0:0       |

## Halbfinale
Die Spiele fanden vom 29. Oktober bis 13. November 1996 statt.
|                  | Gesamt          |                        | Hinspiel | Rückspiel |
| ---------------- | --------------- | ---------------------- | -------- | --------- |
| CA Lanús         | 6:1             | Rosario Central        | 3:0      | 3:1       |
| CR Vasco da Gama | 2:2 (5:6 i. E.) | Independiente Santa Fe | 2:1      | 0:1       |

## Finale

### Hinspiel
| CA Lanús                                                          | CA Lanús | Independiente Santa Fe | Independiente Santa Fe |
| ----------------------------------------------------------------- | --- | --- | ---------------------- |
| CA Lanús                                                          | \| 20. November 1996 in Lanús, Argentinien (Estadio Ciudad de Lanús) \| \| Ergebnis: 2:0 (1:0) \| \| Schiedsrichter: Carlos Robles ( Chile) \| | \| 20. November 1996 in Lanús, Argentinien (Estadio Ciudad de Lanús) \| \| Ergebnis: 2:0 (1:0) \| \| Schiedsrichter: Carlos Robles ( Chile) \| | Independiente Santa Fe |
| CA Lanús                                                          | Carlos Roa – Juan José Serrizuela, Gustavo Falaschi, Gustavo Siviero, Andrés Bressán, Óscar Mena, Daniel Cravero, Ariel Ibagaza, Walter Coyette (69. Claudio Lacosegliaz), Claudio Enría (67. Gonzalo Belloso), Ariel López (84. Milton Coimbra) Cheftrainer: Héctor Cúper | Rafael Dudamel – Nelson Flórez (80. John Mario Pérez), Grigory Méndez, Orlando Garcés, Óscar Upegui, Jorge Salcedo, Robert Villamizar, Nelson Hurtado, Roberto Vidales (46. Silverio Penayo), Francisco Wittinghan, Farley Hoyos (62. Gustavo Díaz Palacios) Cheftrainer: Pablo Centrone | Independiente Santa Fe |
| CA Lanús                                                          | 1:0 Óscar Mena (32., Elfmeter) 2:0 Ariel Ibagaza (76.) | | Independiente Santa Fe |
| 20. November 1996 in Lanús, Argentinien (Estadio Ciudad de Lanús) | | |                        |
| Ergebnis: 2:0 (1:0)                                               | | |                        |
| Schiedsrichter: Carlos Robles ( Chile)                            | | |                        |

### Rückspiel
| Independiente Santa Fe                                | Independiente Santa Fe | CA Lanús | CA Lanús |
| ----------------------------------------------------- | --- | --- | -------- |
| Independiente Santa Fe                                | \| 4. Dezember 1996 in Bogotá, Kolumbien (El Campín) \| \| Ergebnis: 1:0 (1:0) \| \| Zuschauer: 44.300 \| \| Schiedsrichter: Antônio Pereira da Silva ( Brasilien) \| | \| 4. Dezember 1996 in Bogotá, Kolumbien (El Campín) \| \| Ergebnis: 1:0 (1:0) \| \| Zuschauer: 44.300 \| \| Schiedsrichter: Antônio Pereira da Silva ( Brasilien) \| | CA Lanús |
| Independiente Santa Fe                                | Rafael Dudamel – Nelson Flórez (72. Luis Alejandro Zea), Wilson Gutiérrez, Orlando Garcés, Óscar Upegui, Jorge Salcedo, Robert Villamizar, Roberto Vidales (46. John Mario Pérez), Francisco Wittinghan, Gustavo Díaz Palacios (58. Farley Hoyos), Silverio Penayo Cheftrainer: Pablo Centrone | Carlos Roa – César Daniel Loza, Gustavo Falaschi, Gustavo Siviero, Armando Oscar González, Juan Ignacio Fernández (64. Juan José Serrizuela), Daniel Cravero, Hugo Morales, Ariel Ibagaza (80. Claudio Lacosegliaz), Gonzalo Belloso (74. Claudio Enría), Ariel López Cheftrainer: Héctor Cúper | CA Lanús |
| Independiente Santa Fe                                | 1:0 Francisco Wittinghan (4., Elfmeter) | | CA Lanús |
| 4. Dezember 1996 in Bogotá, Kolumbien (El Campín)     | | |          |
| Ergebnis: 1:0 (1:0)                                   | | |          |
| Zuschauer: 44.300                                     | | |          |
| Schiedsrichter: Antônio Pereira da Silva ( Brasilien) | | |          |